# Baron d'Holbach
Paul Henri Thierry (egentligen Paul Heinrich Dietrich) Holbach, ofta kallad Baron d'Holbach, född 8 december 1723 i Edesheim vid Landau in der Pfalz, död 21 januari 1789 i Paris, var en fransk filosof och vetenskapsman.

## Biografi
d'Holbach föddes i en romersk-katolsk familj i Pfalz i nuvarande Tyskland. Han var en utpräglad upplysningsfilosof som gav ut ett flertal texter, skrev artiklar om kemi i Encyklopedien och umgicks i hovkretsar, bland annat kring Fredrik den store. På hans slott utanför Paris samlades ofta flera av dåtidens främsta franska författare. Det var under dessa träffar som hans intresse för filosofi väcktes av Denis Diderot. 
d'Holbach är mest känd som den förste uttalade ateisten i västerlandets moderna historia. Han gav ut flera skrifter om ateismen under pseudonym för att undvika att drabbas av pöbelns ilska men man har i efterhand kunnat konstatera att det är han som är författare till dem. Mest känd är Système de la nature, ou des lois du monde physique et du monde moral (1770, svensk översättning: "Naturens system"), ibland kallad "materialismens bibel", som brändes på bokbål av en uppretad pöbel.
Denna bok angav den sedan 10 år döde Mirabaud som författare men det blev snart känt att det var d'Holbachs verk. Man antar att boken och dess slutsatser var frukten av de filosofiska samtal som förts på d'Holbachs slott och som medarbetare anges ibland Diderot, Naigeon, Lagrange och Grimm. Vissa forskare har trott sig se Diderots penna bakom bokens slut med sin hoppfulla och entusiastiska stil. Ett annat känt verk är Le bon sens, ou idées naturelles opposées aux idées surnaturelles (1772) som driver ungefär samma teser men i en populärare form.
d'Holbach menade att allt som finns kan reduceras till materia. Eftersom materien själv äger både kraft och rörelseförmåga behöver man inte anta någon övernaturlig värld. Han förnekade Guds och själens existens och menade att viljans frihet är en meningslös dogm eftersom även människans handlingar med nödvändighet är bundna av naturens lagar. Odödlighet existerade endast i minnet hos de efterlevande. Till och med etiken ansåg d'Holbach hade en fysiologisk grund. Vad tröghet, attraktion och repulsion är inom fysiken är egoism, kärlek och hat inom moralen.
Eftersom all vår strävans mål är varaktig lycka ansåg d'Holbach att en handlings moraliska värde skulle bedömas efter hur den uppfyller detta mål. Religion ansåg han vara förnuftsvidrig vidskepelse som stöder tyranni och upprätthålls genom prästerskapets egoism. Han kritiserade feodalsystemet, kungadömet av Guds nåde och de sociala orättvisor som han menade berodde på kristendomens inflytande. Istället menade han att samhället borde styras förnuftigt och att beslut skulle fattas utifrån kunskap. Kunskap är vägen till människans frihet. Det finns bara en sanning och sanningen kan aldrig skada. Därför måste den förkunnas till alla.

## Utmärkelser
Asteroiden 6956 Holbach är uppkallad efter honom.

### Böcker
- Holbach, Paul Henri Thierry i Nordisk familjebok (andra upplagan, 1909)